# Leigh Brackett
Pour les articles homonymes, voir Brackett.
Œuvres principales
- Le Livre de Mars
- Cycle de Skaith

Leigh Brackett, née le 7 décembre 1915 à Los Angeles en Californie et morte le 18 mars 1978  à Lancaster en Californie, est une romancière et scénariste américaine de science-fiction, de fantasy et de roman noir. Elle est l'épouse d'Edmond Hamilton, lui-même écrivain de science-fiction.

## Œuvres

### Romans
Elle a écrit plusieurs romans de science-fiction dont :
- Les Hommes stellaires, Éditions Satellite "Les Cahiers de la Science-Fiction" Supplément no 2 aux Cahiers nos 3 et 4, 1958 ((en) The Starmen, 1952), trad. Suzanne Rondard
- Le Recommencement, Éditions OPTA coll. Club du livre d'anticipation no 63, 1955 ((en) The Long Tomorrow, 1955), trad. France-Marie Watkins
- La Porte vers l'infini, Éditions Fleuve noir 1957, coll. Anticipation no 92, 1957 ((en) The Sword of Rhiannon, 1953), trad. Amélie Audiberti
- Alpha ou la Mort, Éditions OPTA coll. Club du livre d'anticipation no 63, 1976 ((en) Alpha Centauri or Die!, 1963), trad. France-Marie Watkins

et des cycles de science fantasy dont :
- Le Livre de Mars (édité selon les tomes chez Marabout, J'ai lu, puis Pocket, enfin en un seul tome (Le Grand Livre de Mars) au Bélial')
  1. L'Épée de Rhiannon ((en) The Sword of Rhiannon, 1953)
  2. Le Secret de Sinharat ((en) The Secret of Sinharat, 1964)
  3. Le Peuple du talisman ((en) People of the Talisman, 1964)
  4. Les Terriens arrivent ((en) The Coming of the Terrans, 1967)

- Cycle de Skaith
  1. Les Voix de Skaith, Le Masque Science-fiction no 50, 1976 ((en) The Ginger Star, 1974)Paru également en France sous le titre Le Secret de Skaith aux éditions Albin Michel
  2. Les Chiens de Skaith, Le Masque Science-fiction no 63, 1977 ((en) The Hounds of Skaith, 1974)
  3. Les Pillards de Skaith, Le Masque Science-fiction no 96, 1979 ((en) The Reavers of Skaith, 1976)

Elle a également écrit des romans policiers dont un seul est traduit en français : Sonnez les cloches (The Tiger Among Us, 1957) publié dans la Série noire en 1957 avec le no 406.

### Cinéma
En tant que scénariste, Leigh Brackett a travaillé pour le réalisateur Howard Hawks, participant à l'écriture du Grand Sommeil (The Big Sleep) en 1945, puis de Rio Bravo en 1959,  d'Hatari ! en 1961, El Dorado en 1966 et Rio Lobo en 1970. Elle a également écrit le scénario du film Le Privé (The Long Goodbye) de Robert Altman en 1973.
En février 1978, quelques semaines avant sa mort des suites d'un cancer, elle remit à George Lucas une première ébauche de scénario pour L'Empire contre-attaque (The Empire Strikes Back). Mais sa version fut rejetée et elle décéda peu après. En hommage, elle est créditée au générique du film, bien que l'écriture fut largement remaniée par George Lucas et Lawrence Kasdan.